# James Murphy (produttore)
James Murphy (Princeton Junction, 4 febbraio 1970) è un cantante, musicista e produttore discografico statunitense, principalmente noto per essere il leader degli LCD Soundsystem.

## Biografia
L'artista, attivo sin dalla fine degli anni ottanta, suonò in varie formazioni prima di entrare negli LCD Soundsystem, gruppo musicale da lui fondato nei primi anni 2000. La band ebbe il suo primo momento di notorietà con il singolo Losing My Edge del 2002 prima di pubblicare l'acclamato album di debutto del 2005. In seguito, gli LCD Soundsystem pubblicarono Sound of Silver (2007) e This Is Happening (2010), anche essi accolti dalla critica e dalla stampa specialistica. Entrambi gli album raggiunsero le prime 50 posizioni nella classifica Billboard 200.
Gli LCD Soundsystem venivano considerati una forza portante nella musica popolare contemporanea e il 5 marzo 2013 la rivista Rolling Stone li inserì fra i "nuovi immortali" ovvero gli "artisti attualmente attivi (o relativamente recentemente defunti) che [si presume] resisteranno alla prova del tempo". Nel 2011, venne annunciato che il gruppo si sarebbe sciolto con uno spettacolo finale l'11 aprile 2011 al Madison Square Garden. Negli anni seguenti, Murphy continuò a perseguire vari progetti, producendo album di altri artisti e incidendo materiale da solista come la colonna sonora del film Giovani si diventa (2014). Murphy ha anche fatto parlare per le sue l'iniziativa artistica, sponsorizzata dalla Heineken e mai attuata, di Subway Symphony, in cui avrebbe tentato di creare un sistema di suoni che avrebbe accompagnato i passeggeri nella metropolitana di New York. All'inizio del 2016, gli LCD Soundsystem annunciarono che avrebbero tenuto una reunion e fatto un'apparizione al Coachella Festival del 2016. Nel 2017 uscì il loro American Dream.

## Discografia

### Da solista
- 2014 – Remixes Made with Tennis Data
- 2015 – While We're Young (Motion Picture Soundtrack)

### Nei gruppi

#### Con gli LCD Soundsystem
- 2005 - LCD Soundsystem
- 2006 - 45:33
- 2007 - Sound of Silver
- 2010 - This Is Happening
- 2017 - American Dream

#### Con i Falling Man
- 1988 – A Christening

#### Con i Pony
- 1994 – Cosmovalidator